# Hogna wallacei
Hogna wallacei là một loài nhện trong họ Lycosidae.
Loài này thuộc chi Hogna. Hogna wallacei được Ralph Vary Chamberlin & Wilton Ivie miêu tả năm 1944.